# Eastbourne Eagles
Eastbourne Eagles är ett brittiskt speedwaylag från Eastbourne, som kör i engelska Elite Leugue (Elitserien). Laget grundades 1921.

## A-lag 2011
- Bjarne Pedersen

- Simon Gustafsson

- Joonas Kylmäkorpi

- Timo Lahti

- Cameron Woodward    Lagkapten

- Lewis Bridger

- Lukas Dryml